# Seznam lahkih vojaških vozil
Seznam lahkih vojaških vozil vključuje vozila druge svetovne vojne in sodobna vozila.

## Abecedni seznam
(ime (država proizvajalka))

### F
- FIAT 1107AD Campagnola (Italija)

### L
- Land Rover III (Združeno kraljestvo)
- Land Rover 110 (Združeno kraljestvo)

### M
- M151A2 (ZDA)
- M998 HMMWV (ZDA)
- Mercedes-benz G Wagen (Avstrija)

### P
- Porsche Schwimmwagen Typ 166 (Tretji rajh)

### U
- UAZ 469B (ZSSR)

### V
- Volkswagen Kübelwagen (Tretji rajh)

### W
- Willy's Jeep (ZDA)